# Модифікаційна мінливість

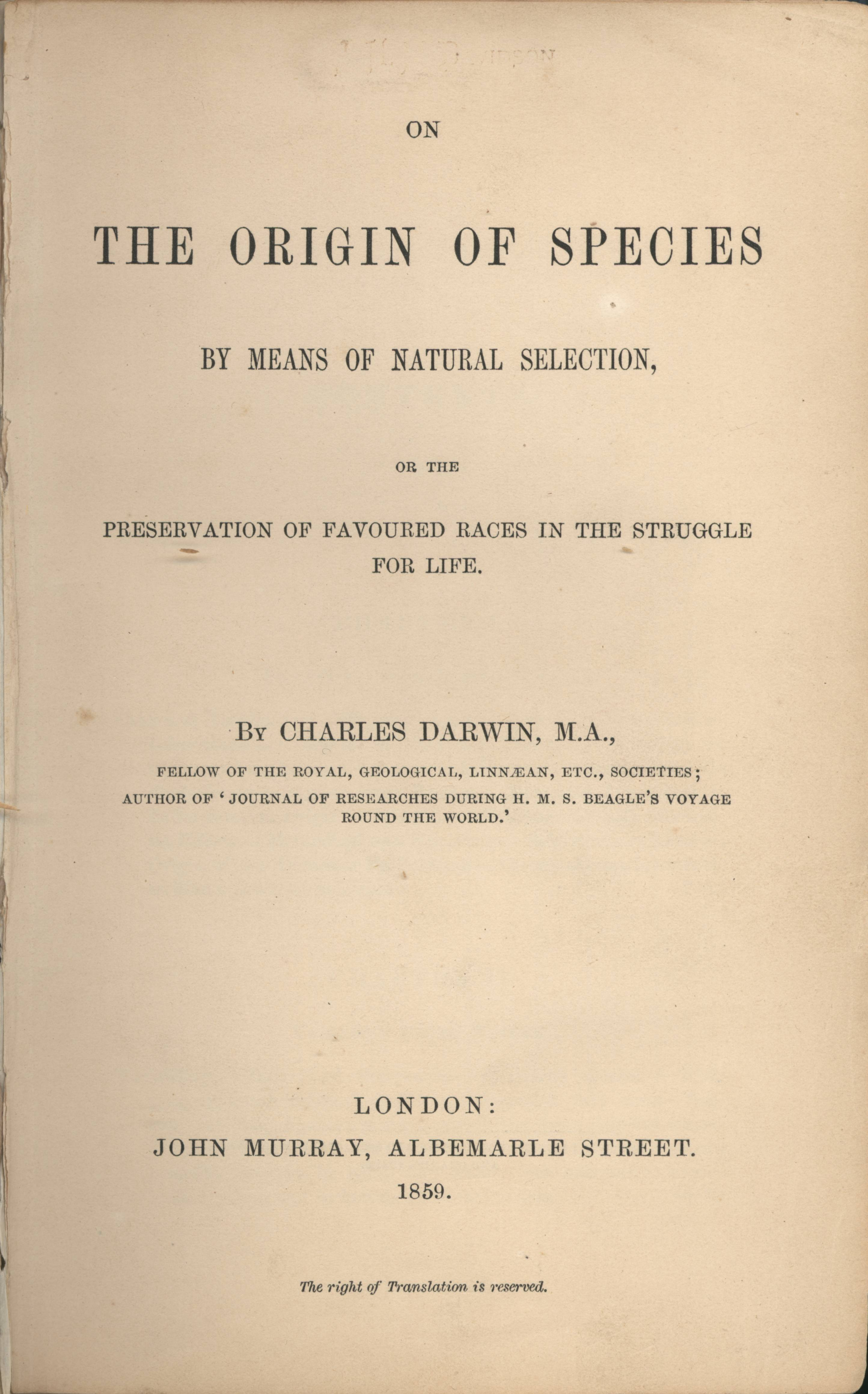
Титульна сторінка «Походження видів», 1859 рік

Модифікаційна мінливість (?пластичність фенотипу)— зміни у фенотипі організму, що у більшості випадків носять пристосувальний характер та утворюються внаслідок взаємодії генотипу із довкіллям. Зміни в організмі та модифікації не успадковуються. У цілому поняття «модифікаційна мінливість» відповідає поняттю «визначена мінливість», яке ввів Чарльз Роберт Дарвін

## Умовна класифікація модифікаційної мінливості
- За характером змін в організмі
  - Морфологічні зміни
  - Фізіологічні та біохімічні адаптації — гомеостаз
- За спектром норми реакції
  - Вузькі
  - Широкі
- За значенням
  - Пристосувальні модифікації
  - Морфози
  - Фенокопії
- За тривалістю
  - Спостерігаються лише у особин, які зазнали впливу певних чинників навколишнього середовища (однотермінові)
  - Спостерігаються у нащадків цих особин (тривалі модифікації) протягом певної кількості поколінь

## Механізм модифікаційної мінливості
```
Ген→білок→зміна у фенотипі організму
   ↑     ↑
Навколишнє середовище
```

Модифікаційна мінливість — результат не змін генотипу, а його реакції на умови навколишнього середовища. Тобто структура генів не змінюється, — змінюється експресія генів.
Внаслідок цього під дією факторів навколишнього середовища на організм змінюється інтенсивність ферментативних реакцій, що обумовлюється зміною інтенсивності їх біосинтезу. Деякі ферменти, наприклад, МАР-кіназа, обумовлюють регуляцію транскипції генів, яка залежить від факторів навколишнього середовища. Таким чином, фактори навколишнього середовища здатні регулювати активність генів та вироблення ними специфічного білка, функції якого найбільше відповідають середовищу.
Як приклад пристосувальних модифікацій, розглянемо механізм утворення пігменту меланіну. За його вироблення відповідають чотири гени, які знаходяться у різних хромосомах. Найбільша кількість алелей цих генів — 8 — наявна у людей з найтемнішим забарвленням покривів тіла. Якщо на покриви інтенсивно діє фактор середовища, ультрафіолетове випромінення, то при проникненні його до нижніх шарів епідермісу клітини останнього руйнуються. Відбувається вивільнення ендотеліну-1 та ейкозаноїдів (продуктів розпаду жирних кислот), що обумовлює активацію та посилений біосинтез ферменту тирозинази. Тирозиназа, у свою чергу, каталізує окиснення амінокислоти тирозину. Подальше формування меланіну відбувається без участі тирозинази, але посилення біосинтезу тирозинази та її активація обумовлює утворення засмаги, що відповідає чинникам середовища.
Інший приклад — сезонна зміна забарвлення хутра у тварин (линяння). Линяння та наступна зміна забарвлення обумовлені дією температурних показників на гіпофіз, що стимулює вироблення тиреотропного гормону. Це зумовлює дію на щитоподібну залозу, під дією гормонів якої наступає линяння.

## Норма реакції
Норма реакції — спектр експресії генів при незмінному генотипі, з якого вибирається найвідповідніший умовам середовища рівень активності генетичного апарату, що і формує специфічний фенотип. Наприклад, є алель гену X a, яка зумовлює продукування більшої кількості колосся пшениці, та алель гену Y b, яка продукує малу кількість колосся пшениці. Експресія алелей цих генів взаємопов'язана. Увесь спектр експресії розміщується між максимальною експресією алелі а та максимальною експресією алелі b, і інтенсивність вияву цих алелей залежить від умов навколишнього середовища. При сприятливих умовах (при достатній кількості вологи, поживних речовин)
відбувається «домінування» алелі а, при несприятливих переважає вияв алелі b.

Норма реакції має межу вияву для кожного виду — наприклад, посилене годування тварини обумовить зростання її маси, проте вона буде знаходитись у межах спектру виявлення цієї ознаки для даного виду. Норма реакції генетично детермінована та успадковується. Для різних змін є різні межі вияву норми реакції. Наприклад, сильно варіює величина удою, продуктивність злаків (кількісні зміни), слабко — інтенсивність забарвлення тварин тощо (якісні зміни). Відповідно до цього, норма реакції може бути вузькою (якісні зміни — забарвлення лялечок та імаго деяких метеликів) та широкою (кількісні зміни — розміри листків рослин, розміри тіла комах у залежності від харчування їх лялечок). Проте для деяких кількісних змін характерна вузька норма реакції (жирність молока, число пальців на ногах у морських свиней), а для деяких якісних змін — широка (сезонні зміни забарвлення у тварин північних широт).

Загалом, норма реакції та інтенсивність експресії генів на основі неї зумовлюють несхожість внутрішньовидових одиниць.

## Аналіз та закономірності модифікаційної мінливості
Ранжироване відображення прояву модифікаційної мінливості — варіаційний ряд — ряд модифікаційної мінливості властивості організму, який складається із окремих пов'язаних між собою властивостей фенотипу організму, розміщених у порядку зростання чи спадання кількісного вираження властивості (розміри листка, зміни інтенсивності забарвлення хутра тощо). Одиничний показник співвідношення двох факторів у варіаційному ряді (наприклад, довжина хутра та інтенсивність її пігментації) називається варіанта. Наприклад, пшениця, що росте на одному полі, може сильно варіювати за кількістю колосків та колосся у силу різних показників ґрунту. Зіставивши число колосків у одному колоску та кількість колосів, можна отримати такий варіаційний ряд:
| Кількість колосків у одному колосі | 14 | 15 | 16 | 17 | 18 | 19 | 20 |
| ---------------------------------- | -- | -- | -- | -- | -- | -- | -- |
| Кількість колосся пшениці          | 2  | 7  | 22 | 32 | 24 | 8  | 5  |

## Варіаційна крива

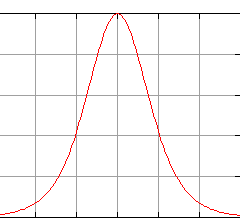
Графік середньоквадратичного відхилення, побудований на основі варіаційної кривої «модифікаційна мінливість пшениці»

Графічне відображення прояву модифікаційної мінливості — варіаційна крива — відображає як діапазон варіації властивостей, так і частоту спостереження окремих варіацій.
Після побудови кривої видно, що найбільш часто зустрічаються середні варіанти прояву властивості (закон Кетле). Причиною цього є дія факторів навколишнього середовища на хід онтогенезу.
Деякі фактори пригнічують експресію генів, інші посилюють. Майже завжди ці фактори, однаково діючи на онтогенез, нейтралізують один одного, тобто крайні вияви ознаки мінімізуються за часто Наприклад, середній зріст чоловіка — 175 см — зустрічається найчастіше.
При побудові варіаційної кривої можна розрахувати величину середньоквадратичного відхилення та, на основі цього, побудувати графік середньоквадратичного відхилення від моди — вияву ознаки, яка зустрічається найчастіше.

## Форми модифікаційної мінливості

### Фенокопії
Фенокопії — зміни фенотипу під дією несприятливих факторів навколишнього середовища, що схожі на мутації. Генотип при цьому не змінюється.
Їх причинами є тератогени — певні фізичні, хімічні (ліки тощо) та біологічні агенти (віруси) з виникненням морфологічних аномалій та вад розвитку. Фенокопії часто схожі на спадкові хвороби.
Іноді фенокопії беруть свій початок з ембріонального розвитку. Але найчастіше прикладами фенокопій є зміни у онтогенезі — спектр фенокопій залежить від стадії розвитку організму.

### Морфози
Морфози — це зміни у фенотипі під дією екстримальних факторів навколишнього середовища. Вперше морфози проявляються саме у фенотипі та можуть призводити до адаптаційних мутацій, що береться епігенетичною теорією еволюції як основа руху природного добору на основі модифікаційної мінливості. Морфози мають неадаптивний та необоротний характер, тобто, як і мутації, лабільні. Прикладами морфозів є шрами, певні травми, опіки тощо.

## Тривала модифікаційна мінливість
Більшість модифікацій не успадковуються і є лише реакцією генотипу на умови навколишнього середовища. Звичайно, нащадки особини, котра зазнала впливу певних факторів, що сформували ширшу норму реакції, також можуть мати такі ж широкі зміни, однак вони будуть виявлятися лише при дії певних факторів, що, впливаючи на гени, зумовлюють інтенсивніші ферментативні реакції. Однак у деяких найпростіших, бактерій та навіть еукаріот
є так звана тривала модифікаційна мінливість, обумовлена цитоплазматичною спадковістю. Для з'ясування механізму тривалої модифікаційної мінливості розглянемо спочатку регуляцію тригера факторами навколишнього середовища.

### Регуляція тригеру модифікаціями
Як приклад довготривалої модифікаційної мінливості розглянемо оперон бактерій. Оперон — це спосіб організації генетичного матеріалу, при якому гени, які кодують сумісно або послідовно працюючі білки, об'єднуються під одним промотором. У оперонах бактерій містяться, окрім генних структур, дві ділянки — промотор і оператор. Оператор знаходиться між промотором (ділянка, з якої починається транскрипція) та структурними генами.
Якщо оператор пов'язаний з певними білками-репресорами, то разом вони не дають рухатися РНК-полімеразі по ланцюгу ДНК, що починається з промотору.
Якщо оперонів два та якщо вони взаємопов'язані (структурний ген першого оперону кодує білок-репресор для другого оперону і навпаки), то вони утворюють систему, що називається тригер. При активному стані першої складової тригеру інша складова пасивна. Але, при дії певних чинників навколишнього середовища, може відбутися переключання тригера на другий оперон внаслідок переривання кодування білка-репресора для нього.
Ефект переключення тригерів можна спостерігати у деяких неклітинних форм життя, наприклад, у бактеріофагів, та у прокаріот, таких як кишківна паличка.
Розглянемо обидва випадки.
Кишківна паличка — сукупність видів бактерій, що взаємодіють з певними організмами з отриманням спільної вигоди (мутуалізм). Вони мають високу ферментативну активність у відношенні до цукрів (лактози, глюкози), при чому, вони не можуть одночасно розщеплювати глюкозу і лактозу.
Регуляцію можливості розщеплення лактози виконує лактозний оперон, що складається з промотору, оператора та термінатора, а також — з гена, який кодує білок-репресор для промотору. При відсутності лактози у навколишньому середовищі відбувається з'єднання білка-репресора з оператором та припинення транскрипції. Якщо лактоза потрапляє у клітину бактерії, відбувається її з'єднання з білком-репресором, зміна його конформації та
дисоціація білка-репресора від оператора.
Бактеріофаги — віруси, що уражають бактерії. При потраплянні в клітину бактерії, при несприятливих умовах навколишнього середовища, бактеріофаги залишаються неактивними, проникаючи у генетичний матеріал та передаючись у дочірні клітини при бінарному поділі материнської клітини. При появі сприятливих умов у клітині бактерії відбувається переключення тригера у бактеріофагах внаслідок потрапляння поживних речовин-індукторів, і бактеріофаги розмножуються та вириваються з бактерії.
Таке явище часто спостерігається у вірусів та прокаріот, проте у багатоклітинних організмів воно майже ніколи не зустрічається.

### Цитоплазматичне успадковування
Цитоплазматична спадковість — це спадковість, яка полягає в потраплянні у цитоплазму речовини-індуктора, яке запускає експресію генів (активує оперон) або у ауторепродукуванні частин цитоплазми.
Наприклад, при брунькуванні бактерії відбувається успадковування бактеріофага, який знаходиться у цитоплазмі та грає роль плазміди.
При сприятливих умовах вже відбувається реплікація ДНК та генетичний апарат клітини заміщується генетичним апаратом вірусу.
Схожим прикладом мінливості у кишківної палички є робота лактозного оперону E. Coli — при відсутності глюкози та наявності лактози ці бактерії виробляють фермент для розщеплення лактози внаслідок переключення лактозного оперона. Це переключення оперона може успадковуватись при брунькуванні шляхом потрапляння лактози до дочірньої бактерії у процесі її формування, і дочірні бактерії також виробляють фермент (лактазу)
для розщеплення лактози навіть за відсутності цього дисахариду у навколишньому середовищі.
Також цитоплазматичну спадковість, пов'язану із тривалою модифікаційною мінливістю, можна зустріти у таких представників еукаріотів, як колорадський картопляний жук та наїзники Habrobracon. При дії інтенсивних термічних показників на лялечки колорадського жука забарвлення жуків змінювалось. За обов'язкової умови того, що дії інтенсивних термічних показників зазнавала і самка жука, у нащадків таких жуків даний вияв ознаки тримався протягом декількох поколінь, а потім попередня норма ознаки поверталась. Дана тривала модифікаційна
мінливість також є прикладом цитоплазматичної спадковості. Причиною успадкування є ауторепродукування тих частин цитоплазми, які зазнавали змін.
Розглянемо механізм ауторепродукування як причину цитоплазматичної спадковості детально. У цитоплазмі ауторепродукуватись можуть такі органели, які мають власні ДНК та РНК, та інші плазмогени. Органелами, які здатні ауторепродукуватись, є мітохондрії та пластиди, які здатні до самоподвоєння та біосинтезу білка шляхом реплікації та етапів транскрипції, процесингу та трансляції. Таким чином забезпечується безперервність ауторепродукування цих органел. Плазмогени також здатні ауторепродукуватись. Якщо під дією навколишнього середовища плазмоген зазнав змін, які обумовили активність цього гену, наприклад, при дисоціації білка-репресора або асоціації кодувального білка, то він починає продукувати білок, який формує певну ознаку. Оскільки
плазмогени здатні транспортуватись через мембрану жіночих яйцеклітин та, таким чином успадковуватись при, то специфічний їх стан також успадковується.
При цьому, зберігаються також модифікації, які викликав ген активацією власної експресії. Якщо чинник, який викликав активацію експресії гену та біосинтезу білка ним, зберігається за онтогенезу нащадку особини, то ознака буде передаватись наступному нащадку.
Таким чином, тривала модифікація зберігається до того часу, поки існує фактор, який зумовлює цю модифікацію. При зникненні фактора модифікація повільно згасає протягом декількох поколінь. Саме цим тривалі модифікації відрізняються від звичайних модифікацій.

## Модифікаційна мінливість та теорії еволюції

### Природний добір та його вплив на модифікаційну мінливість
Природний добір — це виживання найпристосованіших особин і поява нащадків із закріпленими вдалими змінами. Чотири типи природного добору:
Стабілізуючий добір. Ця форма добору зумовлює: а) знешкодження мутацій шляхом добору, що нейтралізує їхню протилежно спрямовану дію, б) удосконалення генотипу та процесу індивідуального розвитку при сталому фенотипі та в) утворення резерву знешкоджених мутацій. Як результат цього добору організми із середньою нормою реакції домінують у малозмінних умовах існування.
Рушійний добір. Ця форма добору зумовлює: а) розкривання мобілізаційних резервів, що складаються зі знешкоджених мутацій, б) здійснення добору знешкоджених мутацій та їхніх сполук та в) формування нових фенотипу та генотипу. Як результат цього добору домінують організми з новою середньою нормою реакції, що більше відповідає змінним умовам навколишнього середовища, у яких вони живуть.
Дизруптивний добір. Ця форма добору зумовлює ті самі процеси, що й під час рушійного добору, але вона спрямована не на формування нової середньої норми реакції, а на виживання організмів з крайніми нормами реакції.
Статевий добір. Ця форма добору зумовлює полегшення зустрічі між статями, обмежуючи участь у репродукції виду особин з менш розвиненими статевими ознаками.
Загалом, більшість науковців вважає за субстрат природного добору, укупі з іншими сталими чинниками (дрейф генів, боротьба за існування), спадкову мінливість. Ці погляди реалізувались у консервативному дарвінізмі та у неодарвінізмі (синтетична теорія еволюції). Проте останнім часом частина науковців почала дотримуватись іншого погляду, згідно з яким субстратом до природного добору є морфоз — окремий тип модифікаційної мінливості. Цей погляд сформувався у епігенетичну теорію еволюції.

### Дарвінізм та неодарвінізм
З точки зору дарвінізму, одним із основних факторів природного добору, який визначає пристосованість організмів, є спадкова мінливість. Це призводить до домінування осіб із вдалими мутаціями, як наслідок цього — до природного відбору, і, якщо зміни дуже виражені, до видоутворення. Модифікаційна мінливість залежить від генотипу. Такого же погляду щодо модифікаційної мінливості дотримується синтетична теорія еволюції.
Як можна побачити з вищенаведеного тексту, основою до природного добору ці дві теорії вважають саме генотип, який змінюється під дією мутацій, які є однією з форм спадкової мінливості. Зміни генотипу зумовлюють змінення норми реакції, оскільки саме генотип зумовлює її. Норма реакції зумовлює зміну фенотипу, і таким чином мутації проявляються у фенотипі, що зумовлює більшу його відповідність умовам навколишнього середовища у випадку доцільності мутацій.
Етапи природного добору згідно з дарвінізмом та неодарвінізмом складаються із таких стадій:
1) Спочатку з'являється особина з новими властивостями (що обумовлені мутаціями);
2) Потім вона виявляється здатною або нездатною залишити нащадків;
3) Якщо особина залишає нащадків, то зміни її генотипу закріплюються у поколіннях, і це, зрештою, зумовлює природний добір.

### Епігенетична теорія еволюції
Епігенетична теорія еволюції розглядає фенотип як субстрат природного добору, при чому відбір не тільки фіксує корисні зміни, а й бере участь у їх створенні. Основний вплив на спадковість має не геном, а епігенетична система — сукупність факторів, що діють на онтогенез. При морфозі, який є одним з типів модифікаційної мінливості, у особини формується стійка траєкторія розвитку (креод) — епігенетична система, яка адаптується до морфозів. Ця система розвитку основана на генетичній асиміляції організмів, яка полягає у відповідності модифікації певній мутації — модифікаційному генокопіюванні, яке обумовлене епігенетичною зміною структури хроматину. Це означає, що зміна активності гену може бути результатом як мутацій, так і чинників навколишнього середовища. Тобто на основі певної модифікації при інтенсивній дії навколишнього середовища відбувається відбір мутацій, які адаптують організм до нових змін. Таким чином формується новий генотип, який формує новий фенотип. Природний відбір, згідно з ЕТЕ, складається з таких стадій:
1) Екстремальні фактори навколишнього середовища призводять до морфозів;
2) Морфози призводять до дестабілізації онтогенезу;
3) Дестабілізація онтогенезу призводить до появи аномального фенотипу, який найбільше відповідає морфозам;
4) При вдалій відповідності нового фенотипу відбувається генокопіювання модифікацій, яке призводить до стабілізації — утворюється нова норма реакції;
5) Далі, при закріпленні нових властивостей генокопіюванням модифікацій формуються нові шляхи розвитку.

## Порівняльна характеристика спадкової та неспадкової мінливості
| Властивість          | Неспадкова (модифікаційна)                                            | Спадкова                                                            |
| -------------------- | --------------------------------------------------------------------- | ------------------------------------------------------------------- |
| Об'єкт змін          | Фенотип у межах норми реакції                                         | Генотип                                                             |
| Фактор виникнення    | Зміни умов навколишнього середовища                                   | Рекомбінація генів внаслідок злиття гамет, кросинговеру та мутацій  |
| Успадковування ознак | Ознаки не успадковуються (успадковується лише норма реакції)          | Успадковується                                                      |
| Значення для особини | Адаптація до умов навколишнього середовища, підвищення життєздатності | Корисні зміни призводять до виживання, шкідливі — до загибелі       |
| Значення для виду    | Сприяє виживанню                                                      | Призводить до появи нових популяцій, видів в результаті дивергенції |
| Роль в еволюції      | Адаптація організмів                                                  | Матеріал до природного відбору                                      |
| Форма мінливості     | Групова                                                               | Індивідуальна, комбінована                                          |
| Закономірність       | Статистична (варіаційний ряд)                                         | Закон гомологічних рядів спадкової мінливості                       |

## Модифікаційна мінливість у житті людини
Людина, загалом, здавна використовувала знання модифікаційної мінливості, наприклад, у господарстві. При знанні певних індивідуальних особливостей кожної рослини (наприклад, потреба у світлі, воді, температурні умови) можна спланувати максимальний рівень використання (у межах норми реакції) цієї рослини — досягнути найвищої плодоносності. Тому різні види рослин люди розміщують для їх формування у різних умовах — у різних сезонах тощо. Схожа ситуація і з тваринами — знання про потреби, наприклад, корів зумовлює посилене створення молока і, як наслідок, підвищення удою.
Оскільки у людини функціональна асиметрія півкуль головного мозку формується з досягненням певного віку і у неграмотних неосвічених людей вона менша, можна допустити, що асиметрія є наслідком модифікаційної мінливості. Тому на етапах навчання дуже доцільно виявити здібності дитини, щоб найповніше реалізувати її фенотип(Де посилання?).

## Приклади модифікаційної мінливості
- У комах та тварин
  - Збільшення рівня еритроцитів при підйомі в гори у тварин (гомеостаз)
  - Збільшення пігментації шкіри при інтенсивній дії ультрафіолетового випромінення
  - Розвиток рухового апарату у результаті тренувань
- Шрами (морфоз)
  - Зміна забарвлення колорадських жуків при тривалому впливі на їх лялечки високих чи низьких температур
  - Зміна забарвлення хутра у деяких тварин при зміні погодних умов
  - Здатність метеликів з роду Ванесса (Vanessa) змінювати своє забарвлення при змінах температури
- У рослин
  - Різна будова підводного та надводного листя у рослин водяного лютика
  - Розвиток низькорослих форм з насіння рівнинних рослин, вирощених у горах
- У бактерій
  - робота генів лактозного оперона кишечної палички
- Засмага